# Petros Matheus
Petros Matheus dos Santos Araujo (ur. 29 maja 1989 w Juazeiro) – brazylijski piłkarz grający na pozycji pomocnika w Realu Betis.